# Ellen Drew
Ellen Drew (ur. 23 listopada 1915, zm. 3 grudnia 2003) – amerykańska modelka i aktorka.

## Filmografia
seriale
- 1951: Schlitz Playhouse of Stars
- 1952: The Ford Television Theatre
- 1955: Science Fiction Theatre jako Helen Gunderman / Diane Turner

film
- 1936: Wives Never Know
- 1938: Żebrak w purpurze jako Huguette
- 1940: Boże Narodzenie w lipcu jako Betty Casey
- 1942: Mój ulubiony szpieg jako Teresa 'Terry' Kyser
- 1948: Człowiek z Colorado jako Caroline Emmet
- 1957: Outlaw's Son jako Ruth Sewall

## Wyróżnienia
Posiada swoją gwiazdę na Hollywoodzkiej Alei Gwiazd.